# Cos franc
Cos franc (de l'alemany Freikorps) és el nom que prengueren els diversos grups paramilitars alemanys (exèrcits voluntaris) que lluitaren contra organitzacions obreres i moviments independentistes en els anys inicials de la primera postguerra mundial, durant la República de Weimar. El terme Freikorps s'havia usat prèviament per a designar certes unitats compostes per voluntaris civils.

## PrimersFreikorps
Les primeres unitats autodessignades cos franc (Freikorps) foren reclutades per Frederic el Gran durant la Guerra dels Set Anys. Altres cossos francs van aparèixer durant les Guerres Napoleòniques i foren conduïts per militars com Ludwig Adolf Wilhelm von Lützow. Els cossos francs foren vists amb bastant desconfiança per l'exèrcit regular, de manera que foren utilitzats principalment com a sentinelles i en missions de poca importància.

## Paramilitars feixistes

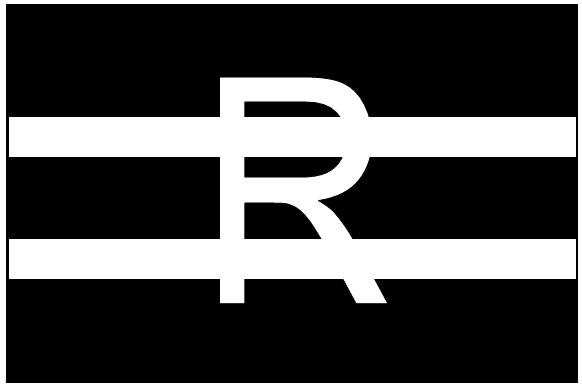
Bandera del cos franc Roßbach (1919)

A partir de la revolució de novembre de 1918, el terme Freikorps fou emprat per les organitzacions paramilitars feixistes o feixistitzants que es formaren per tot Alemanya entorn de comandants prestigiosos, generalment oficials en actiu o en reserva forçada. Amb l'establiment de la República de Weimar van ser dels molts grups paramilitars actius antirepublicans i antisemites. Nombrosos veterans alemanys se sentien profundament desconnectats de la vida civil i ingressaven en els cossos francs en cerca de l'estabilitat pròpia d'una estructura militar. D'altres, frustrats per la derrota de 1918, per a ells inexplicable, unida a l'Aixecament Espartaquista, reberen el suport de Gustav Noske, ministre alemany de Defensa, el qual els utilitzà per a reprimir la Lliga Espartaquista amb enorme violència, incloent-hi els assassinats de Karl Liebknecht i Rosa Luxemburg el 15 de gener de 1919. Aquest mateix any contribuïren a esclafar la nounada República Soviètica de Baviera, governada pel partit Socialdemòcrata Independent d'Alemanya.
Unitats de cossos francs lluitaren al Bàltic, Silèsia i Prússia tot just acabada la Primera Guerra Mundial, contra independentistes d'aqueixos països, contra l'Exèrcit Roig i contra revolucionaris alemanys; de vegades amb significatiu èxit contra tropes regulars, però amb derrotes no menys significatives. Es van dissoldre oficialment el 1920, però els seus antics membres participaren en el Putsch de Múnic, fracassat intent de cop d'Estat de 1923.

## Membres destacats dels cossos francs
Alguns membres dels cossos francs esdevingueren destacats militants del Partit Nazi amb un paper rellevant durant el Tercer Reich: Ernst Röhm, futur cap de les SA; Martin Bormann, secretari personal d'Adolf Hitler; Rudolf Höss, futur comandant d'Auschwitz; etc., etc.
- Rudolph Berthold
- Karl-Heinz Bertling, SS Oberführer
- Wilhelm Canaris, Almirall
- Kurt Daluege, SS
- Oskar Dirlewanger, SS
- Fritz Freitag, SS
- Richard Glücks, SS
- Arthur Greiser, SS
- Reinhard Heydrich, SS
- Heinrich Himmler, Reichsführer-SS
- Hans Hinkel, SS
- Rudolf Höss
- Karl Höfer, SS
- Bernhard von Hülsen
- Hans Kammler, SS
- Wilhelm Keitel
- Matthias Kleinheisterkamp SS General
- Erich Koch, líder del NSDAP de Prússia Oriental
- Heinrich Kreipe, General
- Wilhelm Friedrich Loeper, SS
- Viktor Lutze SA
- Hans-Adolf Prützmann, SS
- Beppo Römer, KPD
- Martin Bormann
- Albert Leo Schlageter, anti French Saboteur
- Karl Eberhard Schöngarth, SS
- Julius Schreck, SS
- Hugo Sperrle, Luftwaffe
- Felix Steiner, SS
- Gregor Strasser, NSDAP
- Franz Ritter von Epp, NSDAP Reichsstatthalter for Bavaria
- Wolf-Heinrich Graf von Helldorf, SA
- Maximilian von Herff, SS
- Manfred Freiherr von Killinger
- Bolko von Richthofen germà del Baró Roig
- Ernst von Salomon, SA
- Walther Wenck, Wermatch